# Cistus laurifolius
Cistus laurifolius, o jara o estepa de montaña es una especie fanerógama perteneciente a la familia Cistaceae. 

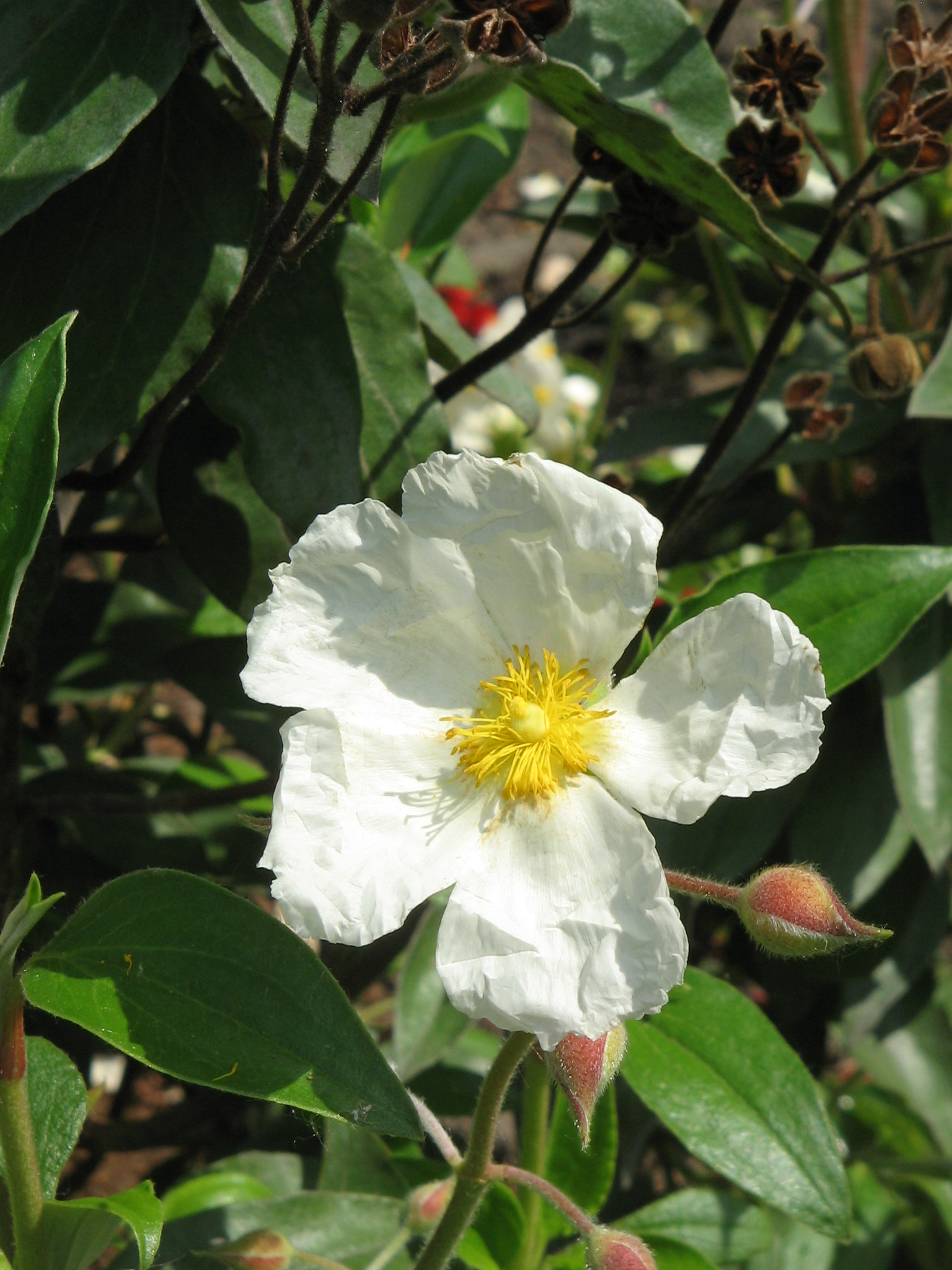
Detalle de la flor.

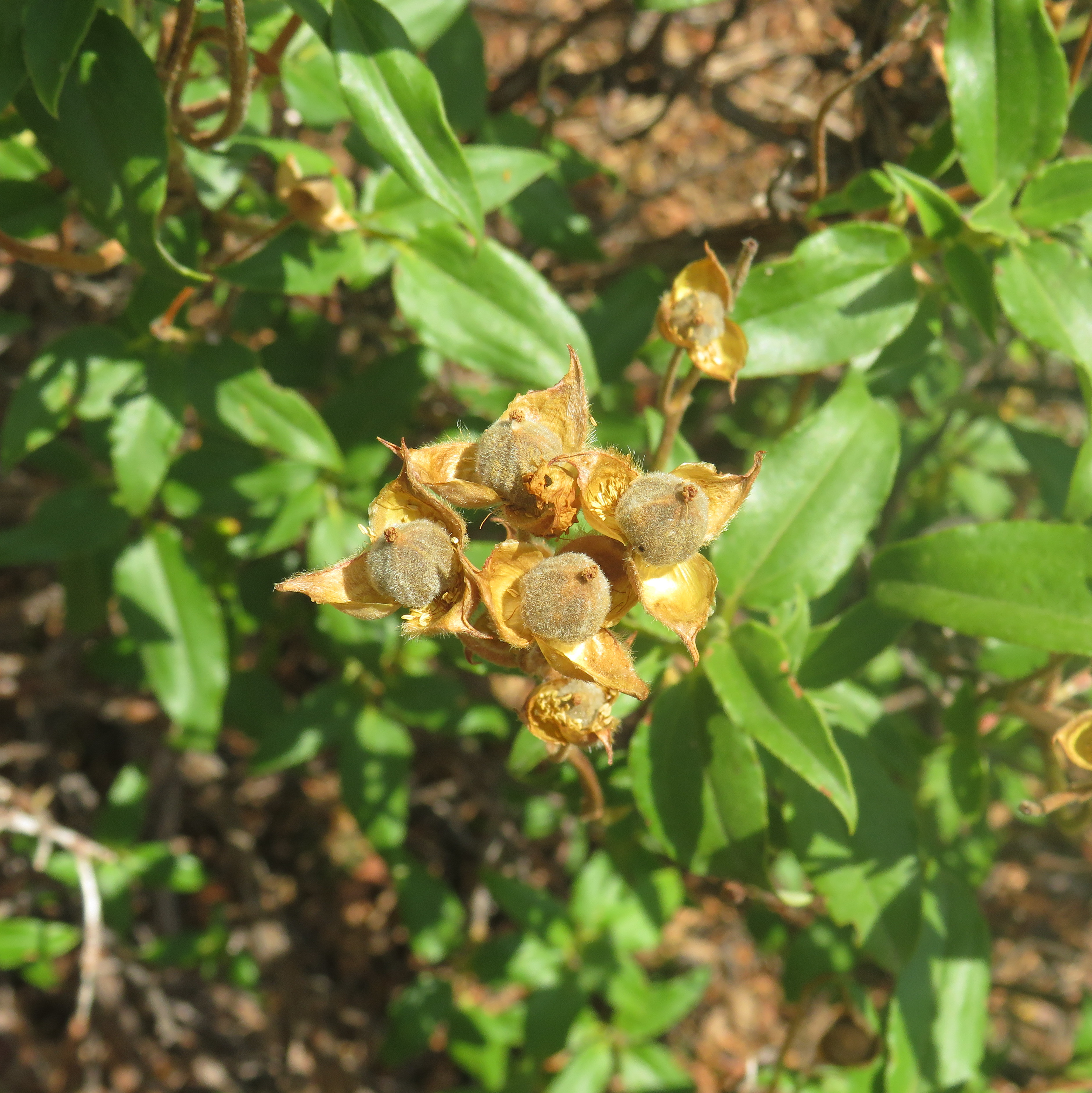
Detalle de los frutos, caracterizados por tener 5 valvas, y envueltos por 3 sépalos.

## Descripción
Es un arbusto denso de color verde oscuro de hasta 2 m de altura más pequeño que Cistus ladanifer,  vive a mayor altitud y se distingue de él, aparte de por su tamaño, por las ramas cuya corteza se desprende en tiras y por las hojas más anchas y onduladas como las del laurel y menos pringosas y olorosas, además sus flores son más pequeñas y tienen en sus pétalos blancos una mancha amarilla. Las flores son blancas y grandes, de 5-6 cm de diámetro, y se sitúan en grupos de 3-8 en una especie de umbela terminal pedunculada. Sépalos vellosos. Ovario con cinco cavidades.

## Distribución  y hábitat
Son nativos de Francia, España, Italia, Marruecos, Portugal y Asia Menor. Vive en terrenos secos y soleados, como claros de pinares y encinares. Florece a final de primavera.

## Taxonomía
Cistus laurifolius fue descrita por Carlos Linneo y publicado en Species Plantarum 1: 523. 1753.
Etimología
Cistus: nombre genérico que deriva del griego kisthós latinizado cisthos = nombre dado a diversas especies del género Cistus L. Algunos autores pretenden relacionarla, por la forma de sus frutos, con la palabra griega kístē = "caja, cesta".
laurifolius: epíteto latino que significa "con hojas de laurel".
Sinonimia
- Cistus laurifolius var. lanceolatus Rouy & Foucaud
- Cistus laurifolius var. laurifolius L.
- Cistus laurifolius var. ovatus Rouy & Foucaud
- Ladanium laurifolius (L.) Spach[5]

## Nombre común
- Castellano: bordiol, churrunera, estepa, estrepa, jara, jara blanca, jara borde, jara cepa, jaracepas, jara de estepa, jara de hojas de laurel, jara estepa, jara laurifolia, jaristepa, juagarzo[6]